# Mahendravarman

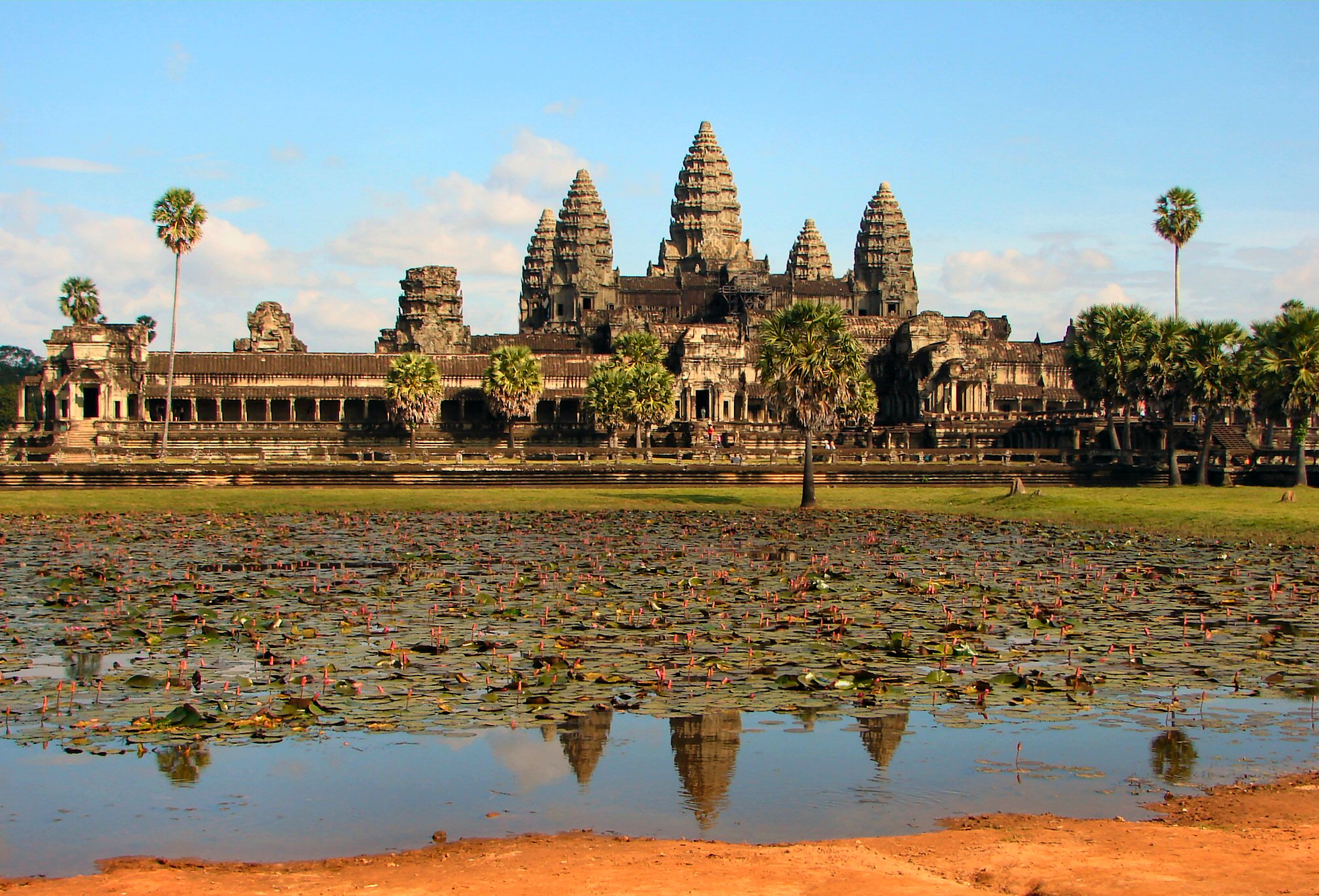
Angkor Wat, Imperio Jemer

Mahendravarman (en jemer: មហេន្ទ្រវរ្ម័ន
; también llamado Citrasena) fue rey del Reino de Chenla, en la actual Camboya,  durante el siglo VI. Chenla era el predecesor directo del Imperio Jemer. Citrasena era pariente cercano de Bhavavarman I, con quién se alió para conquistar el Reino de Funán, y su sucesor como rey, y adoptó el nombre de Mahendravarman. Tras la muerte de Bhavavarman I, Mahendravarman tomó residencia en la capital en Sambor Prei Kuk mientras que al mismo tiempo, Hiranyavarman gobernaba Camboya.
Mahendravarman envió un embajador a Champa para "asegurar la amistad entre los dos países.": 326 : 69 
Después de la muerte de Mahendravarman, hacia 610-615, tomó el control del reino su hijo Isanavarman I: 69  quien gobernó el reino hasta 628.